# Astro-Creep: 2000 – Songs of Love, Destruction and Other Synthetic Delusions of the Electric Head
Astro-Creep: 2000 — Songs of Love, Destruction and Other Synthetic Delusions of the Electric Head или просто Astro-Creep: 2000 — четвёртый и последний студийный альбом американской метал-группы White Zombie. Альбом был выпущен 11 апреля 1995 года лейблом Geffen Records. Он стал самым коммерчески успешным у группы, заняв 6-е место в чарте Billboard 200. Это единственный альбом, в записи которого принимал участие барабанщик Джон Темпеста.

## Об альбоме
Альбом стал ещё более успешным, чем предыдущий (La Sexorcisto: Devil Music, Vol. 1). Барабанщик Айван де Прюм покинул группу во время тура в поддержку La Sexorcisto, чтобы начать свой бизнес. Его заменил Джон Темпеста, известный по работе с группами Exodus и Testament. Согласно заявлениям гитариста Джейа, было записано 72 композиций, 48 аналоговых и 24 цифровых. Материал для альбома готовился три месяца, ещё три месяца ушло на запись. Для записи группа получила больший по сравнению с предыдущими работами бюджет и больше времени для работы.

## Музыка и тексты
Альбом получился более тяжёлым по сравнению с предыдущим альбомом, имея больше индастриал-метала, чем грува. Группа также убавила звучание гитары и бас-гитары, сделав звучание более мрачным.
Почти вся лирика также стала более мрачной, чем на предыдущих альбомах. Темой текстов традиционно были убийства, мертвецы, богохульство, сатанизм и подобные вещи.
Также, как и на всех альбомах, в песни были включены отрывки диалогов из фильмов ужасов и культовых картин, таких как «Человек Омега», «Шафт», «Призрак дома на холме», «Дочь Сатаны», «Проклятие Франкенштейна» и других. Название ведущей песни альбома «More Human Than Human» — это девиз корпорации «Tyrell» из фильма «Бегущий по лезвию», также как и строчка «I am the nexus one, I want more life, fucker».
Роб Зомби заявил, что этот альбом ему нравится больше, чем предыдущий: «Я был не до конца доволен альбомом La Sexorcisto. В некотором роде, это, пожалуй, лучшее, что мы могли сделать, учитывая обстоятельства; и этот альбом звучит, так как мы и хотели».

## Признание
Альбом стал самым распродаваемым альбомом группы, дважды став платиновым в США, и разошёлся тиражом в 2,6 млн копий. Также было выпущена ограниченная серия в 50 000 копий на синем виниле. Альбом также стал платиновым в Канаде. Был номинирован на «Грэмми» в номинации «лучший дизайн альбома, не классического», а сингл «More Human than Human» в номинации «лучшее метал исполнение» в 1996 году.
Были сняты видеоклипы для песен «More Human than Human», «Electric Head Pt. 2 (The Ecstasy)» и концертная запись для «Super-Charger Heaven». В 1995 году клип на песню «More Human than Human» выиграл премию MTV Video Music Awards в номинации «за лучшее рок-видео». Роб Зомби считает, что это лучший клип группы.
В планах также было снять клип на песню «Blood, Milk and Sky» и остальные песни, но планы прервались, когда группа распалась.

## Список композиций
Все тексты написаны Робом Зомби.
| №   | Название                                        | Музыка                    | Длительность |
| --- | ----------------------------------------------- | ------------------------- | ------------ |
| 1.  | «Electric Head Pt. 1 (The Agony)»               | Айслот, Юенджер, Темпеста | 4:54         |
| 2.  | «Super-Charger Heaven»                          | Айслот, Юенджер, Темпеста | 3:37         |
| 3.  | «Real Solution #9»                              | Айслот, Юенджер, Темпеста | 4:44         |
| 4.  | «Creature of the Wheel»                         | Айслот, Юенджер           | 3:25         |
| 5.  | «Electric Head Pt. 2 (The Ecstasy)»             | Айслот, Юенджер, Темпеста | 3:53         |
| 6.  | «Grease Paint and Monkey Brains»                | Айслот, Юенджер, Темпеста | 3:49         |
| 7.  | «I, Zombie»                                     | Айслот, Юенджер, Темпеста | 3:31         |
| 8.  | «More Human than Human»                         | Айслот, Юенджер           | 4:28         |
| 9.  | «El Phantasmo and the Chicken-Run Blast-O-Rama» | Айслот, Юенджер, Темпеста | 4:13         |
| 10. | «Blur the Technicolor»                          | Айслот, Юенджер           | 4:09         |
| 11. | «Blood, Milk and Sky»                           | Айслот, Юенджер, Темпеста | 11:21        |

## Участники
| White Zombie - Роб Зомби — вокал, лирика, арт-директор - Джей — гитара - Шона Айслот — бас-гитара, арт-директор - Джон Темпеста — ударные | Технический персонал - Чарли Клоузер — клавишные, программирование - Ульрих Уайлд — запись - Терри Дэйт — продюсерирование, смешивание - Тед Дженсен — мастеринг - Ламонт Хайд — ассистент - Уэйд Нортон — ассистент |

## Награды
| Издание                     | Страна         | Список                                                         | Год  | Место |
| --------------------------- | -------------- | -------------------------------------------------------------- | ---- | ----- |
| Kerrang!                    | Великобритания | «Альбомы года»                                                 | 1995 | 2     |
| Rocksound                   | Франция        | «Альбомы года»                                                 | 1995 | 20    |
| OOR                         | Нидерланды     | «Альбомы года»                                                 | 1995 | 23    |
| RAW                         | Великобритания | «90 важнейших альбомов 90-х»                                   | 1995 | *     |
| Kerrang!                    | Великобритания | «100 альбомов, которые стоит прослушать, прежде чем вы умрёте» | 1998 | 20    |
| Pause & Play                | США            | «100 важнейших альбомов 90-х»                                  | 1999 | 11    |
| Visions                     | Германия       | «Самые важные альбомы 90-х»                                    | 2005 | 91    |
| Classic Rock & Metal Hammer | Великобритания | «200 величайших альбомов 90-х»                                 | 2006 | *     |